# Alejandro (пісня)
«Alejandro» — пісня американської співачки Леді Ґаґи, реліз якої відбувся 20 квітня 2010 року. Трек став третім синглом на підтримку міні-альбому співачки «The Fame Monster».
Продюсерами синглу виступили Леді Ґаґа і RedOne.

## Сертифікації
| Регіон | Сертифікація  | Продажі   |
| --- | ------------- | --------- |
| Австралія (ARIA) | 4× Платиновий | 280 000   |
| Австрія (IFPI Austria) | Платиновий    | 30 000*   |
| Бельгія (BEA) | Платиновий    | 30 000*   |
| Бразилія (ABPD) | Діамантовий   | 250 000   |
| Данія (IFPI Denmark) | Платиновий    | 30 000^   |
| Франція (SNEP) | Золотий       | 150 000*  |
| Німеччина (BVMI) | Платиновий    | 300 000^  |
| Італія (FIMI) | 2× Платиновий | 60 000*   |
| Нова Зеландія (RIANZ) | Платиновий    | 30 000    |
| Норвегія (IFPI Norway) | Платиновий    | 60 000    |
| Іспанія (PROMUSICAE) | Платиновий    | 40 000*   |
| Іспанія (PROMUSICAE) Since 2015 | Золотий       | 30 000    |
| Швеція (IFPI Sweden) | Платиновий    | 40 000    |
| Швейцарія (IFPI Switzerland) | Платиновий    | 30 000^   |
| Велика Британія (BPI) | Платиновий    | 600 000   |
| США (RIAA) | 4× Платиновий | 4 000 000 |
| *продажі, що базуються лише на сертифікаціях · ^відвантаження, що базуються лише на сертифікаціях · продажі+прослуховування, що базуються лише на сертифікаціях |               |           |